# شهرستان لیوبیمتس
شهرستان لیوبیمتس (به بلغاری: Lyubimets Municipality) یک شهرستان در بلغارستان است که در استان خاسکوو واقع شده‌است. شهرستان لیوبیمتس ۳۴۴٫۲۷ کیلومتر مربع مساحت و ۱۰٬۲۱۴ نفر جمعیت دارد.